# بلا خوتناشویلی
بلا خوتناشویلی (انگلیسی: Bela Khotenashvili) یک استادبزرگ شطرنج اهل گرجستان است